# Ostry film zaangażowany
Ostry film zaangażowany – polski film animowany z 1979 roku w reżyserii i według scenariusza Juliana Antonisza, wykonany techniką non-camerową. Film jest satyryczną, utrzymaną w poetyce parodystycznego reportażu opowieścią o upadku życia kulturalnego, który miałby być spowodowany likwidacją starych kiosków ulicznych oklejanych plakatami, dostarczających informacji o organizowanych wydarzeniach kulturalnych. Ostry film zaangażowany został uhonorowany dwukrotnie na Krakowskim Festiwalu Filmowym: Brązowym Smokiem w konkursie międzynarodowym oraz Złotym Lajkonikiem w konkursie polskim. Film znany był nie tylko z doraźnej publicystycznej treści, ale szczególnego eksperymentu: Antonisz posłużył się technikami nitkowania, rozlewania płynnych pigmentów, rysowania, nawiązując do estetyki powojennej sztuki prymitywnej.